# All-America Football Conference
La All-America Football Conference (AAFC) è stata una lega professionistica di football americano attiva dal 1946 al 1949. Fu una delle maggiori rivali della National Football League, tanto da fondersi con essa nel 1950. Tre squadre della AAFC vennero ammesse nella NFL: i San Francisco 49ers, i Cleveland Browns ed i Baltimore Colts, mentre le altre squadre confluirono nel nuovo campionato mediante fusioni o adattamenti.
I Cleveland Browns furono la squadra più titolata della AAFC avendo vinto tutti e quattro i campionati disputati dalla lega.

## Storia
La AAFC venne fondata dal direttore sportivo del Chicago Tribune Arch Ward il 4 giugno 1944 riunendo un gruppo di ricchi appassionati di football che avevano in precedenza tentato, senza riuscirci, di ottenere l'assegnazione di una franchigia nella NFL.
Nei mesi successivi vennero stabiliti dei piani di sviluppo che istituirono franchigie per Buffalo, Chicago, Cleveland, Los Angeles, New York, e San Francisco. In seguito furono aggiunte franchigie per Brooklyn e Miami. La lega stabilì poi di iniziare l'attività nel 1945, ma si attese poi la fine della seconda guerra mondiale e il primo campionato venne disputato nel 1946.
Le squadre che parteciparono alla stagione 1946 furono:
| Eastern Division | Western Division    |
| ---------------- | ------------------- |
| New York Yankees | Cleveland Browns    |
| Brooklyn Dodgers | Chicago Rockets     |
| Buffalo Bisons   | Los Angeles Dons    |
| Miami Seahawks   | San Francisco 49ers |

### MVP della AAFC
- 1946: Glenn Dobbs, HB, Brooklyn Dodgers
- 1947: Otto Graham, QB, Cleveland Browns
- 1948 (condiviso): Frankie Albert, QB, San Francisco 49ers & Otto Graham, QB, Cleveland Browns
- 1949: non assegnato

### Hall of Famer
I seguenti giocatori e allenatori della AAFC sono stati inseriti nella Pro Football Hall of Fame a Canton, Ohio:
- Paul Brown, allenatore dei Cleveland Browns
- Ray Flaherty, allenatore di New York Yankees e Chicago Hornets
- Len Ford, Los Angeles Dons
- Frank Gatski, Cleveland Browns
- Otto Graham, Cleveland Browns
- Lou Groza, Cleveland Browns
- Elroy "Crazylegs" Hirsch, Chicago Rockets
- Frank "Bruiser" Kinard, New York Yankees
- Dante Lavelli, Cleveland Browns
- Clarence "Ace" Parker, New York Yankees
- Marion Motley, Cleveland Browns
- Joe Perry, San Francisco 49ers
- Y.A. Tittle, Baltimore Colts
- Arnie Weinmeister, New York Yankees
- Bill Willis, Cleveland Browns

(Nota: Graham e Motley sono stati inseriti anche nella formazione ideale del 75º anniversario della National Football League nel 1994.)